# The Sinking of the Laconia
The Sinking of the Laconia, es una miniserie de televisión británica-alemana de dos partes transmitida del 6 de enero del 2011 al 7 de enero del 2011 a través de la cadena británica BBC Two.
La miniserie narra la historia real ocurrida en 1942 del hundimiento del buque RMS Laconia luego de ser atacado por el submarino alemán "U-156".

## Historia
La miniserie sigue al buque británico "RMS Laconia", un transatlántico mixto que fue torpedeado y hundido durante la batalla del Atlántico por el submarino alemán "U-156" comandado por Werner Hartenstein el 12 de septiembre de 1942 a través de los ojos de los seis supervivientes. 
Werner al percatarse que el buque señalado transporta mujeres y niños, en vez de abandonarlos a su suerte decide emerger y junto con otros dos submarinos U-boats: el "U-507" y el "U-506" así como el submarino italiano "Comandante Cappellini" rescatan a los pasajeros, antes de ser atacados por el "USAAF Liberator", un bombardero estadounidense.
Durante el ataque murieron 1,621 personas y sobrevivieron 1,104. La mayoría de los pasajeros eran mujeres, niños, soldados heridos y prisioneros de guerra italianos.

## Personajes

### Personajes principales
| Actor              | Personaje                | Ocupación                                    | Episodios | Duración |
| ------------------ | ------------------------ | -------------------------------------------- | --------- | -------- |
| Ken Duken          | Werner Hartenstein       | Teniente / Capitán del Submarino "U-156"     | 2         | 2011     |
| Thomas Kretschmann | Karl Dönitz              | Almirante / Comandante de los "U-Boots"      | 2         | 2011     |
| Brian Cox          | Sharp                    | Capitán del "RMS Laconia"                    | 2         | 2011     |
| Lindsay Duncan     | Elisabeth Fullwood       | Pasajera del "RMS Laconia"                   | 2         | 2011     |
| Andrew Buchan      | Thomas Mortimer          | Oficial del "RMS Laconia"                    | 2         | 2011     |
| Matthias Koeberlin | Rostau                   | Oberleutnant / Jefe de Máquinas del "U-156"  | 2         | 2011     |
| Franka Potente     | Hilda Smith              | Pasajera del "RMS Laconia"                   | 2         | 2011     |
| Jacob Matschenz    | Mannesmann               | Teniente / Primer Oficial Alemán del "U-156" | 2         | 2011     |
| Frederick Lau      | Fiedler                  | Operador Inalámbrico del "U-156"             | 2         | 2011     |
| Simon Verhoeven    | Harro Schacht            | Capitán del "U-507"                          | 2         | 2011     |
| Oskar Brown        | Waldemar                 | Miembro del "U-156"                          | 2         | 2011     |
| Jannes Eiselen     | Robert C. Richardson III | Capitán / Miembro de la "USAAF"              | 1         | 2011     |

### Personajes secundarios
| Actor              | Personaje             | Ocupación                                                            | Episodios | Duración |
| ------------------ | --------------------- | -------------------------------------------------------------------- | --------- | -------- |
| Jörg Malkow        | Weber                 | Miembro del Submarino "U-156"                                        | 2         | 2011     |
| Stefan Rudolf      | Remmert               | Miembro del Submarino "U-156"                                        | 2         | 2011     |
| Nicholas Burns     | Benjamin "Ben" Coutts | Capitán del Ejército Británico a bordo del "RMS Laconia"             | 2         | 2011     |
| Ciarán McMenamin   | Declan McDermott      | Sumiller del "RMS Laconia"                                           | 2         | 2011     |
| Ludovico Fremont   | Vincenzo Di Giovanni  | Prisionero de Guerra Italiano a bordo del "RMS Laconia"              | 2         | 2011     |
| Lenny Wood         | Billy Hardacre        | Miembro del "RMS Laconia"                                            | 2         | 2011     |
| Ben Crompton       | Harry Townes          | Marinero del "RMS Laconia"                                           | 2         | 2011     |
| Matthew Aubrey     | William Williams      | Corporal / Cocinero del Ejército Británico a bordo del "RMS Laconia" | 2         | 2011     |
| Jodi Balfour       | Sarah Fullwood        | Pasajera del "RMS Laconia"                                           | 2         | 2011     |
| Morven Christie    | Laura Ferguson        | Pasajera del "RMS Laconia"                                           | 2         | 2011     |
| Paul Hilton        | Henry Bates           | Pasajero del "RMS Laconia"                                           | 2         | 2011     |
| Josef du Plessis   | Anthony Bates         | Pasajero del "RMS Laconia"                                           | 2         | 2011     |
| Rebekah Nathan     | Charlotte Bates       | Pasajera del "RMS Laconia"                                           | 2         | 2011     |
| Nikolai Kinski     | Walter Drexler        | Capitán / Aliado de Dönitz                                           | 2         | 2011     |
| Hermanus Pieters   | Dengler               | Miembro del Submarino "U-156"                                        | 1         | 2011     |
| Danny Keogh        | Hathaway              | Capitán de la Marina Real en "Sierra Leone"                          | 1         | 2011     |
| James Alexander    | Lincoln               | Teniente de la Marina Real en "Sierra Leone"                         | 1         | 2011     |
| Ian van der Heyden | Jackson               | Teniente de la Marina Real en "Sierra Leone"                         | 1         | 2011     |
| Darron Meyer       | Lt. James Harrower    | Piloto del "USAAF Liberator"                                         | 1         | 2011     |
| Nicholas Pauling   | Perlman               | Navegador del "USAAF Liberator"                                      | 1         | 2011     |
| Charlie Keegan     | Ches                  | Artillero del "USAAF Liberator"                                      | 1         | 2011     |
| Marius Botha       | Coleman               | Bombardero del "USAAF Liberator"                                     | 1         | 2011     |
| Justin Shaw        | Chuck Bannister       | Artillero del "USAAF Liberator"                                      | 1         | 2011     |
| Grant Swanby       | Ronin                 | Coronel de la "USAAF"                                                | 1         | 2011     |
| David Butler       | George Steel          | Primer Oficial del "RMS Laconia"                                     | 1         | 2011     |
| Louise Barnes      | Mary Bates            | Pasajera del "RMS Laconia"                                           | 1         | 2011     |
| Tom Fairfoot       | -                     | Operador Inalámbrico del "RMS Laconia"                               | 1         | 2011     |
| Richard Firth      | -                     | Marino del "RMS Laconia"                                             | 1         | 2011     |
| Lawrence Joffe     | Rudzinski             | Sargento del Ejército Polaco a bordo del "RMS Laconia"               | 1         | 2011     |

### Personajes menores
| Actor                 | Personaje | Ocupación                  | Episodios | Duración |
| --------------------- | --------- | -------------------------- | --------- | -------- |
| Christian Serritiello | -         | Voces Adicionales          | 2         | 2011     |
| Paul Savage           | -         | Oficial de Aduanas Egipcio | 1         | 2011     |
| Candice D'Arcy        | -         | Madre de Ella              | 1         | 2011     |

## Episodios
La miniserie contó con 2 episodios.

## Premios y nominaciones
| Año  | Categoría                                    | Premio                  | Nominado                                                     | Resultado |
| ---- | -------------------------------------------- | ----------------------- | ------------------------------------------------------------ | --------- |
| 2012 | Best Miniseries                              | German Television Award | Uwe Janson y Nico Hofmann                                    | Nominados |
| 2012 | Best Movie Made for Television or Miniseries | German Television Award | Nico Hofmann, Uwe Janson, Michael Schreitel, Knut Loewe...   | Nominados |
| 2011 | Mini-Series - Best Performance by an Actor   | Golden Nymph Award      | Ken Duken                                                    | Nominados |
| 2011 | Best Drama Serial                            | BAFTA TV Award          | Alan Bleasdale, Johnathan Young, Uwe Janson y Hilary Norrish | Nominados |

## Producción
La producción fue una cooperación entre la "BBC" británica con la "ARD Degeto" alemana y el "SWR Fernsehen", ejecutado por TalkbackThames y Teamworx. La idea de traer a la televisión la historia del Laconia fue concebida por Johnathan Young, jefe de drama del "Talkback Thames" en el 2004. Finalmente la miniserie fue comisionada en el 2008 por Roly Keating y Jane Tranter.
La miniserie fue dirigida por Uwe Janson y escrita por Alan Bleasdale.
Producida por Hilary Norrish, Stefan Sasse y Johnathan Young, junto a los productores ejecutivos Sebastian Werninger, Carl Bergengren y Manfred Hattendorf (ambos de "ARD"), Matthew Read (de la "BBC"), Nico Hofmann, Jürgen Schuster, Klaus Zimmermann; Sara Geater y Lorraine Heggessey (de "Talkback Thames"), en coproducción con Jan Mojto; también contaron con el productor de línea Oliver Lüer, el asistente de director y los productores asociados David Oldfield y Katrin Weigel
La música estuvo a cargo de Adrian Johnston, la cinematografía fue realizada por Michael Schreitel, mientras que la edición contó con Tobias Haas y Matthew Newman.
El 9 de enero del 2011 la BBC transmitió un documental conformado por dos episodios de media hora, titulado "The Sinking of the Laconia: Survivors' Stories". El documental mostró los testimonios de los sobrevivientes del buque británico.

### Emisión en otros países
| País           | Título                                         | Cadenas | Fecha de Inicio                                                                | Fecha de Finalización |
| -------------- | ---------------------------------------------- | ------- | ------------------------------------------------------------------------------ | --------------------- |
| Alemania       | Laconia                                        | -       | 28 de junio de 2011 (durante el "Munich Film Festival") 2 de noviembre de 2011 | -                     |
| España         | Laconia, el hundimiento                        | -       | -                                                                              | -                     |
| Estados Unidos | The Sinking of the Laconia                     | Ovation | 14 de abril de 2012                                                            | -                     |
| Italia         | L'affondamento del Laconia - 12 settembre 1942 | -       | 2 de diciembre de 2011                                                         | -                     |
| Francia        | Le naufrage du Laconia                         | -       | 28 de junio de 2012                                                            | -                     |
| Hungría        | A Laconia elsüllyesztése                       | -       | 31 de diciembre de 2011                                                        | -                     |
| Japón          | -                                              | -       | 19 de enero de 2013                                                            | -                     |
| Suecia         | Sänkningen av Laconia                          | -       | 27 de diciembre de 2011                                                        | -                     |